# Neolecanium herrerae
Neolecanium herrerae är en insektsart som beskrevs av Cockerell 1902. Neolecanium herrerae ingår i släktet Neolecanium och familjen skålsköldlöss. Inga underarter finns listade i Catalogue of Life.